# Wilhelm Marotzke

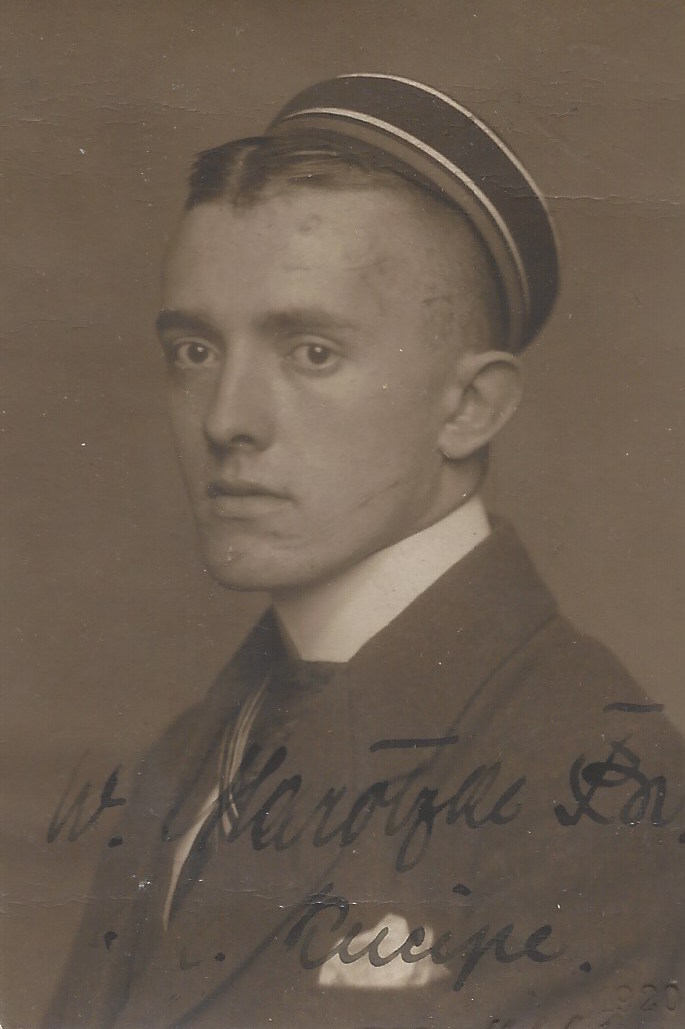
Wilhelm Marotzke als Hallenser Neupreuße

Franz Wilhelm Marotzke (* 16. August 1897 in Hildburghausen; † 22. September 1949 in Aurich) war ein deutscher Ministerialbeamter und Wirtschaftsfunktionär. Er war unter anderem führender Beamter im Vierjahresplan und saß von 1943 bis 1945 im Aufsichtsrat der Dresdner Bank.

## Leben
Nach dem Schulbesuch und der Teilnahme am Ersten Weltkrieg studierte Marotzke an der Ruprecht-Karls-Universität Heidelberg, der Friedrichs-Universität Halle und der Universität Jena Rechtswissenschaft und Volkswirtschaft. 1920 wurde er im Corps Neoborussia Halle recipiert. Seit 1922 im Verwaltungsdienst des Freistaats Preußen beschäftigt, wurde er 1923 von der Julius-Maximilians-Universität Würzburg zum Dr. jur. promoviert. Er wurde 1925 zum Regierungsassessor und 1929 zum Regierungsrat ernannt. Seit etwa 1929 war er Referent bei der Regierung in Aurich. Politisch gehörte Marotzke seit 1919 der Deutschnationalen Volkspartei an.
Nach dem Machtantritt der Nationalsozialisten im Frühjahr 1933 wurde Marotzke Leiter der Staatspolizeistelle Elbing. Zum 15. Juli 1934 wurde er ins Preußische Staatsministerium berufen, wo er zunächst als Referent für Polizei- und Kommunalsachen verwendet wurde. 1936 wurde Marotzke Referent für Wirtschaftsfragen bei Paul Körner, dem Staatssekretär des Preußischen Ministerpräsidenten Hermann Göring. Insbesondere war er in dieser Eigenschaft mit Fragen des von Körner für Göring beaufsichtigten Vierjahresplans befasst, wodurch er enge Beziehungen zu Wirtschaftskreisen anknüpfte. Als Körner 1937 Vorsitzender des Aufsichtsrats der Hermann-Göring-Werke wurde, übernahm Marotzke für ihn die in dieser Stellung anfallende tägliche Detailarbeit. Während seiner Zeit im Staatsministerium wurde Marotzke rasch befördert, 1938 zum Ministerialdirigent und 1942 zum Ministerialdirektor.
Am 18. November 1937 beantragte Marotzke die Aufnahme in die Nationalsozialistische Deutsche Arbeiterpartei und wurde rückwirkend zum 1. Mai desselben Jahres aufgenommen (Mitgliedsnummer 5.379.721), ebenfalls 1937 schloss er sich der SS an (SS-Nummer 290.125). In der SS erreichte er zum 20. April 1940 als Ehrenrangführer den Rang eines SS-Standartenführers, während er für den Sicherheitsdienst des Reichsführers SS (SD) bereits seit 1936 tätig war. 1942 wechselte Marotzke – eigenen Angaben zufolge weil er sich 1941 mit Göring überworfen hatte – in die Wirtschaft. Von Oktober 1942 bis zum Ende des Zweiten Weltkriegs amtierte er als Generaldirektor des Klöckner-Konzerns. Seit 1943 saß Marotzke zudem, auf Vermittlung von Martin Bormann, im Aufsichtsrat der Dresdner Bank. Marotzke geriet bei Kriegsende in alliierte Kriegsgefangenschaft und wurde später im Rahmen der Nürnberger Prozesse vernommen.